# Campiglossa turneri
Campiglossa turneri är en tvåvingeart som beskrevs av Hardy och Drew 1996. Campiglossa turneri ingår i släktet Campiglossa och familjen borrflugor. Inga underarter finns listade.